# 马贻谋
马贻谋，辽朝官员。
开泰七年（1018年）八月，辽圣宗以耶律留宁、吴守达出使宋朝庆贺宋真宗生辰，萧高九、马贻谋出使宋朝贺正旦。马贻谋官至太中大夫、守卫尉卿、知枢密承旨事、上柱国，扶风县开国男、食邑三百户，赐紫金鱼袋，同年为圣宗之弟耶律隆庆之女陈国公主撰写《陈国公主墓志》。